# Coupe des vainqueurs de coupe de la CONCACAF 1995
Navigation
Édition précédente Édition suivante
La Coupe des vainqueurs de coupe de la CONCACAF 1995 est la quatrième édition de cette compétition organisée par la CONCACAF. Elle est remportée par le club mexicain de l'UAG Tecos.

## Tableau final
|  | Demi-finales             | Demi-finales             |                        |   | Finale                   | Finale                   |
|  | Demi-finales             | Demi-finales             |                        |   | Finale                   | Finale                   |
|  |                          |                          |                        |   |                          |                          |
|  | 2 avril 1996 à Santa Ana | 2 avril 1996 à Santa Ana |                        |   | 4 avril 1996 à Santa Ana | 4 avril 1996 à Santa Ana |
|  | 2 avril 1996 à Santa Ana | 2 avril 1996 à Santa Ana |                        |   | 4 avril 1996 à Santa Ana | 4 avril 1996 à Santa Ana |
|  | UAG Tecos                | 2                        |                        |   | 4 avril 1996 à Santa Ana | 4 avril 1996 à Santa Ana |
|  | UAG Tecos                | 2                        |                        |   | 4 avril 1996 à Santa Ana | 4 avril 1996 à Santa Ana |
|  | CD Marathón              | 0                        |                        |   | 4 avril 1996 à Santa Ana | 4 avril 1996 à Santa Ana |
|  | CD Marathón              | 0                        | UAG Tecos              | 2 |                          |                          |
|  | 2 avril 1996 à Santa Ana |                          | UAG Tecos              | 2 |                          |                          |
|  |                          | CD Luis Ángel Firpo      | 1                      |   |                          |                          |
|  | CD Luis Ángel Firpo      | CD Luis Ángel Firpo      | 1                      | 8 |                          |                          |
|  | CD Luis Ángel Firpo      |                          |                        | 8 |                          |                          |
|  | CRKSV Jong Colombia      | 0                        |                        |   |                          |                          |
|  | CRKSV Jong Colombia      | 0                        | Match pour la 3e place |   |                          |                          |
|  |                          |                          |                        |   |                          |                          |
|  | 4 avril 1996 à Santa Ana |                          |                        |   |                          |                          |
|  |                          |                          |                        |   |                          |                          |
|  | CD Marathón              | 12                       |                        |   |                          |                          |
|  | CD Marathón              | 12                       |                        |   |                          |                          |
|  | CRKSV Jong Colombia      | 0                        |                        |   |                          |                          |
|  | CRKSV Jong Colombia      | 0                        |                        |   |                          |                          |